# Gorybia chontalensis
Gorybia chontalensis là một loài bọ cánh cứng trong họ Cerambycidae.